# Drslavice (Klatovy)
Drslavice (německy Derslawitz) jsou vesnice, část města Klatovy ve stejnojmenném okrese v Plzeňském kraji. Nachází se šest kilometrů západně od Klatov. Drslavice leží v katastrálním území Drslavice u Tupadel o rozloze 2,17 km².

## Historie
První písemná zmínka o vesnici pochází z roku 1410.
Nejstarší částí Drslavic je Drslavská tvrz. První zmínky o ní pochází z první poloviny 16. století, kdy ji založili členové rytířského rodu Vlasatých z Domaslavi. Z původní renesanční stavby zůstaly jen zbytky zdiva jako součást jižního křídla. Existuje pouze plán z roku 1763, který zobrazje jihozápadní část s kaplí, které chtěl tehdejší majitel nechat přestavět. Poslední ze zakladatelského rodu, Sebastián Vlasatý zemřel v roce 1589 a tvrz zdědila jeho žena Johanka. Dalším známým majitelem byl Jindřich Janovský z Janovic, po kterém statek zdědila vdova Ludmila a jejich pět dětí. V roce 1632 Ludmila statek prodala Markétě Pekeové, původně Dlouhoveské z Dlouhé Vsi. Teprve v roce 1632 se poprvé v dokumentech objevil název tvrz. Během dvou následujících století se zde vystřídalo mnoho majitelů, až v roce 1833 statek koupil Evžen Černín z Chudenic. Jako součást chudenického panství a později velkostatku Drslavice zůstaly až do pozemkové reformy v letech 1922–1924, kdy tento statek dostal nové majitele. Dnešní vzhled budovy pochází z 18. století a i dnes je část tohoto objektu obývána. Zbytek slouží jako klubovna a hasičská zbrojnice místního sboru dobrovolných hasičů.
Další významnou památkou je Drslavický klen situovaný jden kilometr jižním směrem od Drslavic.

## Obyvatelstvo
| Rok            | 1869 | 1880 | 1890 | 1900 | 1910 | 1921 | 1930 | 1950 | 1961 | 1970 | 1980 | 1991 | 2001 | 2011 | 2021 |
| -------------- | ---- | ---- | ---- | ---- | ---- | ---- | ---- | ---- | ---- | ---- | ---- | ---- | ---- | ---- | ---- |
| Počet obyvatel | 220  | 242  | 192  | 221  | 238  | 236  | 252  | 164  | 180  | 174  | 129  | 103  | 108  | 94   | 109  |
| Počet domů     | 37   | 37   | 37   | 35   | 35   | 34   | 44   | 43   | 58   | 48   | 44   | 54   | 52   | 53   | 54   |

## Obecní správa
Při sčítání lidu v letech 1850–1960 Drslavice byly samostatnou obcí v okrese Klatovy. V letech 1961–1979 byly částí obce Tupadly v okrese Klatovy. Od 1. ledna 1980 jsou částí města Klatovy ve stejnojmenném okrese. V letech 1850–1960 k obci patřily Věckovice.

## Další fotografie

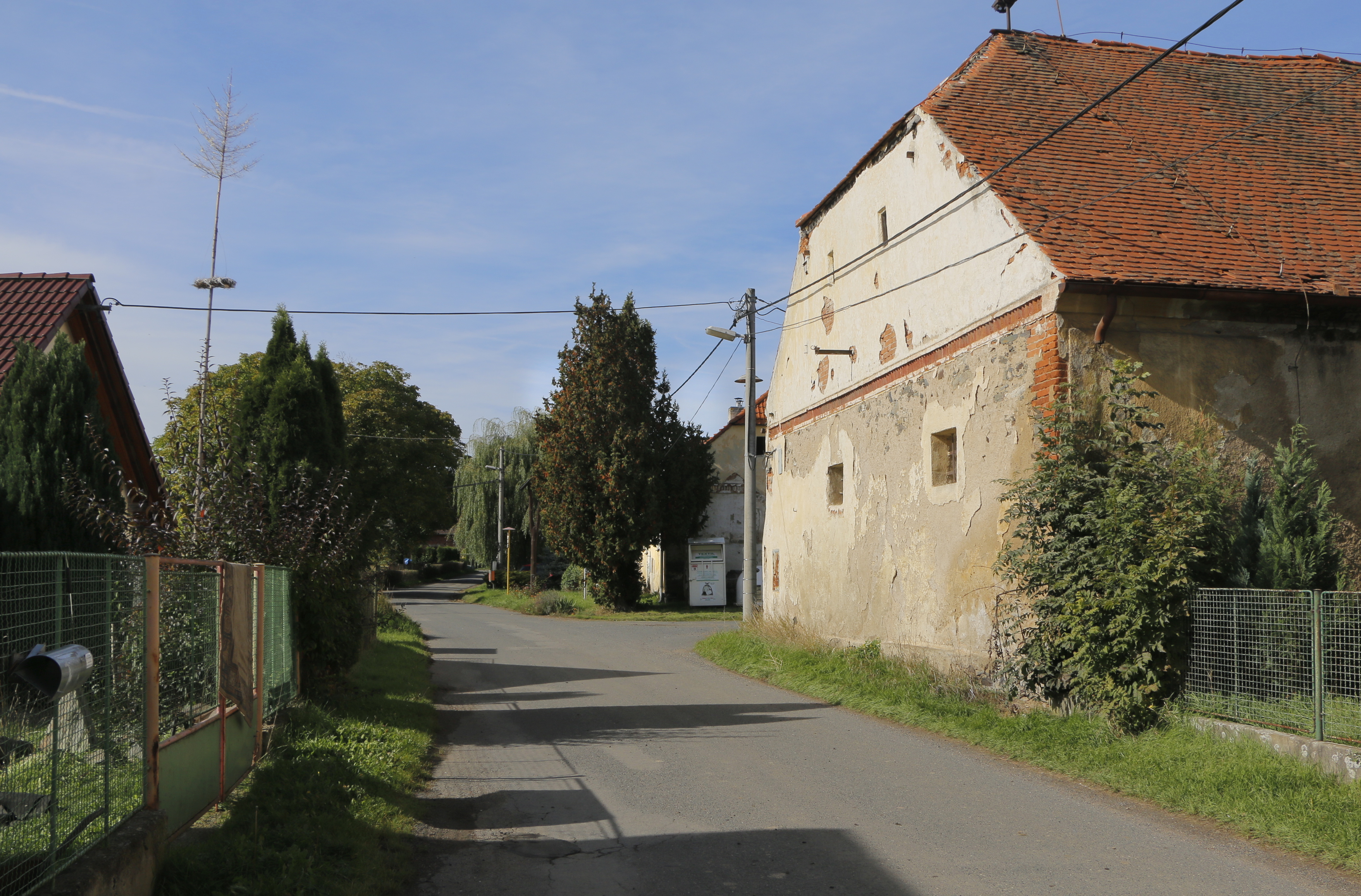
Hlavní silnice
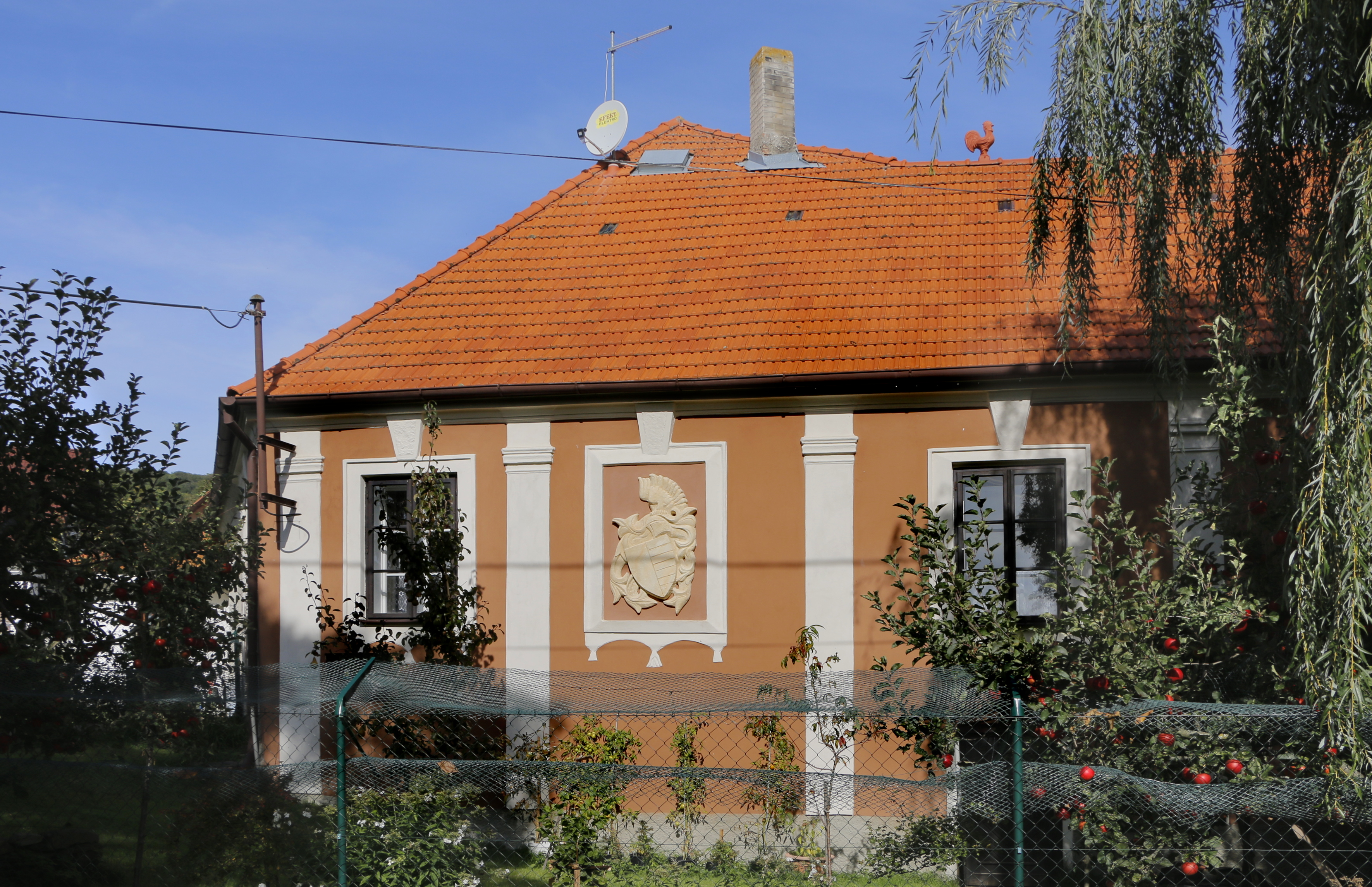
Přestavěná tvrz
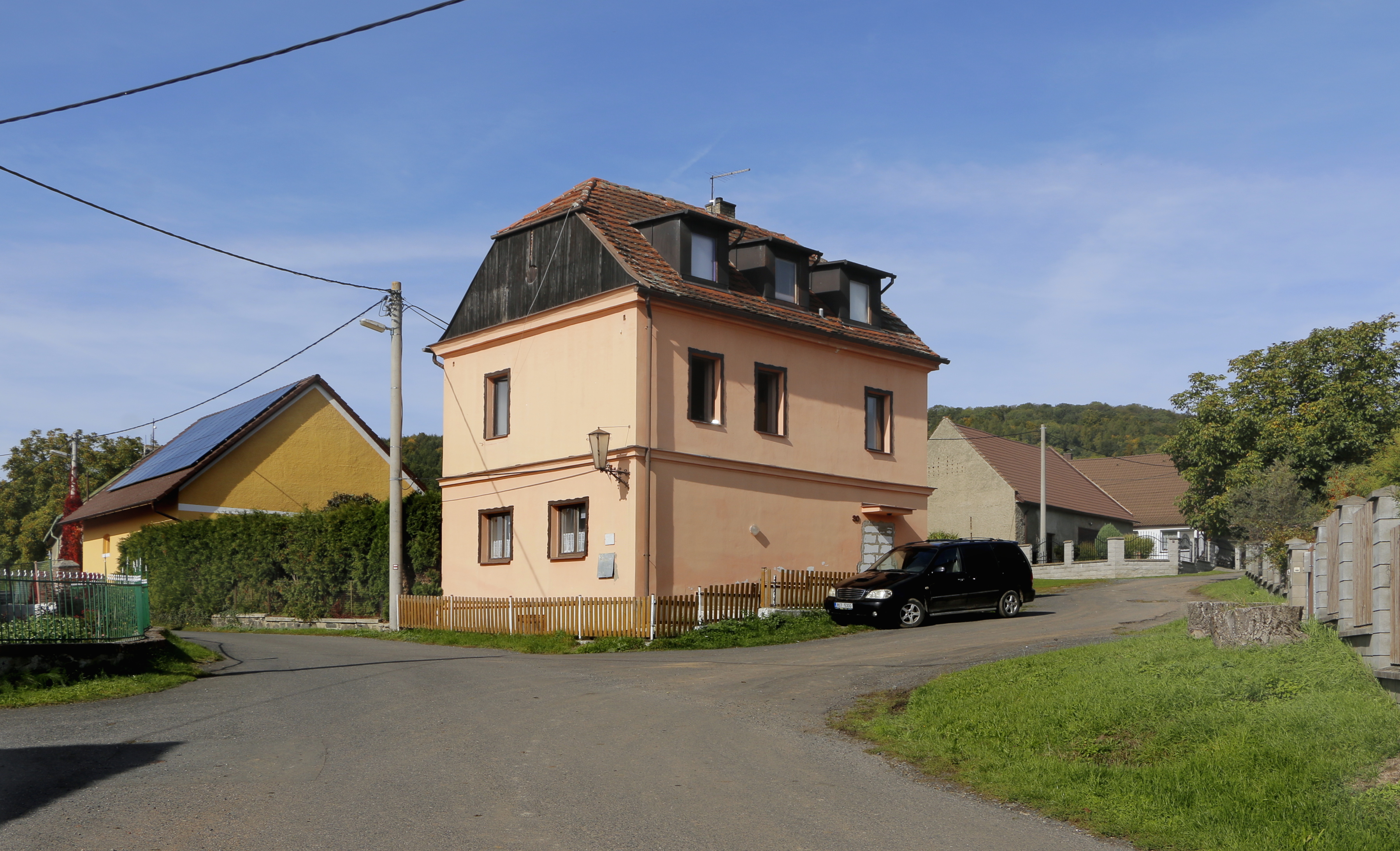
Dům čp. 30
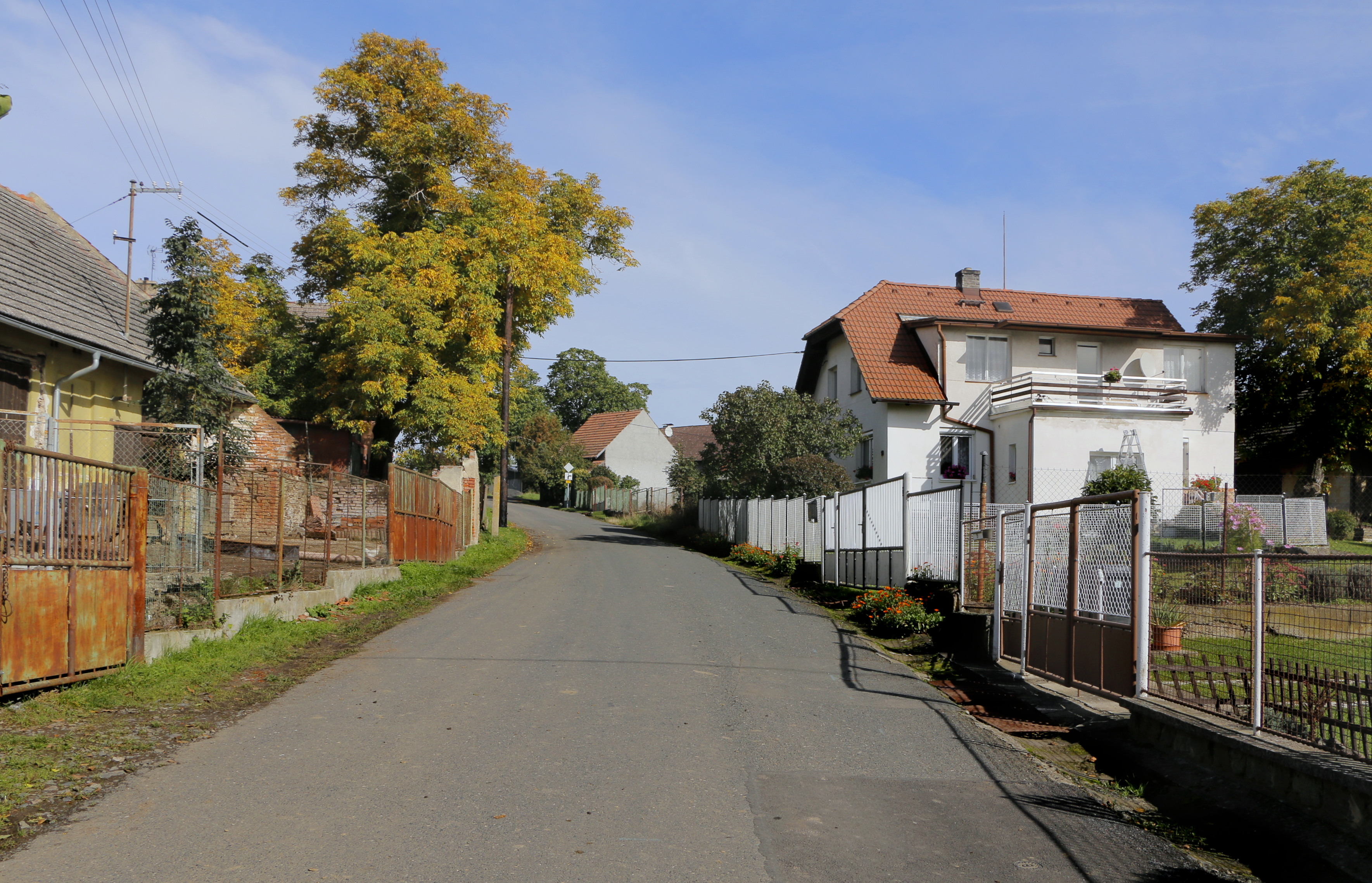
Východní část vesnice